# Virxe do Mar (przystanek kolejowy)
Virxe do Mar – przystanek kolei wąskotorowej FEVE w Narón, w Galicji, w Hiszpanii.
| Virxe do Mar                  |  |                              |
| Linia Ferrol – Gijón (2,4 km) |  |                              |
| San Xoan                      |  | Santa Icía odległość: 0,6 km |